# La ragazza che giocava con il fuoco (film)
La ragazza che giocava con il fuoco (Flickan som lekte med elden) è un film del 2009 diretto da Daniel Alfredson.
Il soggetto è tratto dall'omonimo best seller di Stieg Larsson, è il seguito di Uomini che odiano le donne, tratto dalla serie Millennium.
La pellicola, di produzione svedese-danese, è uscita nelle sale svedesi il 18 settembre 2009 ed in quelle italiane il 25 settembre 2009.

## Trama
Lisbeth Salander, divenuta ricchissima, è in attesa dal crudele tutore Bjurman della revoca per la sua dichiarazione d'incapacità. L'avvocato ha però assoldato dei criminali per ucciderla: due sono dei motociclisti, uno è un massiccio uomo biondo.
La rivista Millennium di Mikael Blomkvist, rilanciata dopo una grave crisi, è in procinto di pubblicare un pesante articolo sul traffico della prostituzione, firmato dai giornalisti freelance Dag Svensson e Mia Bergman. Dag e Mia vengono rinvenuti uccisi a colpi di arma da fuoco. Qualche giorno dopo viene trovato cadavere anche l'avvocato Bjurman. Lisbeth Salander viene ritenuta colpevole dei tre omicidi e i mass media scatenano un enorme processo mediatico. A ritenerla innocente solo pochi amici, tra cui il suo personal trainer Paolo Roberto e l'ex tutore Holger Palmgren. La sua amica Miriam Wu viene sequestrata dal gigante biondo, ma viene salvata in extremis da Paolo Roberto dopo un durissimo combattimento. Lisbeth mette a tappeto i due motociclisti mandati dal gigante biondo, casualmente incontrati durante la latitanza.
Il collegamento tra Lisbeth, Dag e Mia è "Zala", leader in varie attività illecite del paese. L'attività investigativa di Mikael punta sui singoli nomi dell'articolo di Dag e Mia, in particolare su un agente dei servizi segreti da cui Mikael riesce a farsi consegnare documenti che rivelano la vera natura di Alexander Zala: un ex agente segreto del GRU, residente sotto falso nome, e con la sua vera identità tenuta nascosta dallo stato. Holger Palmgren rivela inoltre che Zala è il padre di Lisbeth: nel 1991 la ragazza tentò di ucciderlo, come ritorsione per le violenze inflitte alla madre, ma fu subito fatta internare in manicomio dai servizi segreti perché la sua testimonianza avrebbe smascherato pubblicamente il segreto sull'identità di Zala.
Lisbeth, decisa a vendicare personalmente sua madre e Miriam Wu, raggiunge la casa di Zala e dopo un breve appostamento tenta di ucciderlo ma viene scoperta: insieme al gigante biondo, che si rivela essere Ronald Niedermann, un suo fratellastro, il padre la uccide e seppellisce. Lisbeth però non è morta: seppur ferita prepara un secondo agguato al padre, ferendolo gravemente, mentre Niedermann fugge. Mikael riesce a raggiungere Lisbeth e la soccorre.

## Accoglienza

### Incassi
- Globalmente: 66306296 $[2]
- In Italia: 1430863 €[3]

## Sequel
Il 29 novembre 2009 è uscito il seguito dal titolo La regina dei castelli di carta.